# Moarte psihică
Moartea eului sau moartea psihică este o „pierdere completă a identității de sine”. Termenul este folosit în diferite contexte interconectate, cu înțelesuri corelaționate. În psihologia jungiană este utilizat termenul sinonim moartea psihică, care se referă la o transformare fundamentală a psihicului. În mitologia morții și a renașterii, moartea eului este o fază a renunțării de sine și a trecerii, așa cum este descrisă de Joseph Campbell în cercetările sale cu privire la călătoria eroului mitic. Ea este o temă recurentă în mitologia universală și este folosită, de asemenea, ca metaforă în unele componente ale gândirii occidentale contemporane.
În descrierea experiențelor psihedelice, termenul este folosit ca sinonim cu pierderea eului, pentru a se referi la pierderea (temporară) a identității de sine ca urmare a utilizării unor droguri psihedelice. Termenul a fost folosit ca atare de Timothy Leary și alții pentru a descrie moartea eului în prima fază a halucinației produse de consumul de LSD, în care are loc o „transcendență completă” a eului și o „dedublare a personalității”. Conceptul este utilizat, de asemenea, în spiritualitatea contemporană și în abordarea modernă a religiilor orientale pentru a descrie o pierdere permanentă a „atașamentului față de identitatea de sine” și a egocentrismului. Această concepție are un rol esențial în învățăturile promovate de Eckhart Tolle, în care eul este prezentat ca o acumulare de gânduri și emoții, și numai prin eliberarea conștiinței individuale se poate realiza eliberarea de suferință (în sensul budist al termenului).

## Dezvoltarea conceptului
Conceptul de „moartea eului” a fost dezvoltat de mai multe școli și curente de gândire, mai ales de mișcări romantice și subculturi, în teosofie, cercetări antropologice privind riturile de trecere și șamanismul, mitologia comparată a lui Joseph Campbell, psihologia jungiană, experimentele psihedelice din anii 1960 și psihologia transpersonală.